# Пуджмаль, Арнау
Арнау Пуджмаль Мартинес (кат. Arnau Puigmal Martínez, каталанское произношение: [pudʒmaɫ]; родился 10 января 2001, Барселона) — испанский футболист, полузащитник клуба «Альмерия».

## Клубная карьера
Уроженец Барселоны, с 2010 по 2017 год Пуджмаль выступал за футбольную академию «Эспаньола». В мае 2017 года присоединился к футбольной академии «Манчестер Юнайтед». В январе 2018 года подписал с английским клубом свой первый профессиональный контракт. В 2019 году начал выступать за команду «Манчестер Юнайтед» до 23 лет. 1 октябре 2019 года дебютировал за команду «Юнайтед» до 21 года в матче Трофея АФЛ против «Линкольн Сити». Летом 2021 года стал одним из восьми молодых футболистов, отпущенных английским клубом ввиду истечения контрактов.
9 июля 2021 года Пуджмаль в качестве свободного агента подписал пятилетний контракт с испанским клубом «Альмерия». 16 августа 2021 года дебютировал за клуб, выйдя на замену Ларжи Рамазани в матче против «Картахены». В сезоне 2021/22 провёл за клуб 33 матча и забил пять голов в Сегунде и помог своей команде выиграть турнир, обеспечив выход в Ла Лигу.

## Карьера в сборной
Выступал за сборные Испании до 17, до 18 и до 19 лет.

## Достижения
Альмерия
- Победитель Сегунды: 2021/22